# Pharmarecht
Das Pharmarecht ist ein interdisziplinäres Rechtsgebiet, das sich im  wesentlichen mit dem Arzneimittel- und Medizinprodukterecht befasst.  Das Pharmarecht ist nicht allein einem der „klassischen“ Rechtsgebiete Privatrecht, Verwaltungsrecht oder Strafrecht zuzuordnen, sondern enthält je nach Regelungsmaterie Vorschriften aus allen drei Bereichen.
Eine allgemein gültige Definition gibt es nicht. Gleichwohl hat der Begriff Eingang in die juristische Fachliteratur gefunden. Wichtigstes Publikationsorgan ist die seit 1978 erscheinende Zeitschrift „Pharma Recht“ (PharmR). Der Verlag richtet auch den Deutschen Pharma Recht Tag aus, der einmal jährlich in Frankfurt am Main stattfindet.
Die Grundzüge des Arzneimittel- und Medizinprodukterechts gehören in Deutschland gem. § 14b Fachanwaltsordnung (FAO) zu den für den Fachanwalt für Medizinrecht nachzuweisenden besonderen Kenntnissen.

## Zum Pharmarecht gehörende Rechtsgebiete
Zum Bereich des Pharmarechts gehören unter anderem die folgenden Rechtsgebiete:
- Apothekenrecht
- Arzneimittelhaftungsrecht
- Arzneimittelsicherheitsrecht
- Arzneimittelstrafrecht
- Arzneimittelzulassungsrecht
- Arzt- und Krankenhaushaftungsrecht
- Beihilferecht
- Heilmittelwerberecht
- Lebensmittelrecht
- Markenrecht
- Medizinprodukterecht
- Patentrecht
- Privatversicherungsrecht
- Recht der Besonderen Therapierichtungen (Phytotherapie, Homöopathie etc.)
- Recht der Klinischen Prüfung
- Sozialrecht, vor allem SGB V
- Vertragsarztrecht

Zum erweiterten Gebiet des Pharmarechts gehören weiterhin Grundkenntnisse der Pharmazie, der Ökonomie des Arzneimittelmarktes sowie der Ethik der Arzneimittelforschung.

## Ausbildung im Pharmarecht
An der Universität Marburg existiert seit dem Wintersemester 2002/2003 eine an den Bedürfnissen der pharmazeutischen Industrie orientierte dreisemestrige Zusatzqualifikation im Pharmarecht, die sich nicht nur an Jurastudenten und Rechtsreferendare, sondern auch an Hörer anderer Fakultäten wie Pharmazie oder Medizin wendet. Neben der Teilnahme an den Veranstaltungen muss ein Praktikum absolviert werden. Außerdem müssen pro Semester mindestens zwei der angebotenen drei Klausuren bestanden werden, und es muss ein Seminar besucht werden. Nach erfolgreicher Teilnahme an der Zusatzqualifikation wird ein Zertifikat verliehen.

## Forschung im Pharmarecht
In Marburg existiert seit 1997 eine Forschungsstelle für Pharmarecht, die von Vertretern aus Hochschule, Industrie und Rechtspraxis mit dem Ziel gegründet wurde, Praxis und Wissenschaft zum dauerhaften Erfahrungsaustausch zusammenzuführen. Die Forschungsstelle bietet regelmäßig mehrmals im Jahr Gespräche und Workshops an und veröffentlicht verschiedene Fachpublikationen.

## Arbeitsfelder für Pharmajuristen
Pharmajuristen arbeiten in großen und mittleren Anwaltskanzleien, in Unternehmen der Pharmaindustrie sowie deren Verbänden. Kenntnisse im Pharmarecht sind auch für Juristen nützlich, die in Krankenkassen, Krankenhäusern, bei Ärztekammern oder in klinischen Ethikkommissionen tätig sind.